# Trentepohlia ibelensis
Trentepohlia ibelensis là một loài ruồi trong họ Limoniidae. Chúng phân bố ở miền Australasia.